# Щавелееды
Щавелеед (лат. Gastrophysa) — род жуков подсемейства хризомелин из семейства листоедов.

## Описание
Жуки с синими или сине-зелёными блестящими надкрыльями. Личинки грязно-серого цвета по бокам с тёмными полосами.

## Экология
Самки откладывают яйца на листья щавеля, ревеня или горца. Окукливание происходит в почве. Зимуют на стадии имаго. В личинках разных видов данного рода паразитируют тахины из рода Meigenia.

## Распространение
Представители рода встречаются в Голарктике.